# Liuwe Tamminga
Liuwe Tamminga (Hemelum, 25 settembre 1953 – Bologna, 29 aprile 2021) è stato un organista e clavicembalista olandese, famoso per le sue interpretazioni di musica antica italiana.

## Biografia
Nato nel 1953 , ricevette la propria formazione al Conservatorio di Groninga, dove si diplomò nel 1977 nella classe di Wim van Beek; si perfezionò a Parigi con André Isoir e Jean Langlais. Concluse quindi gli studi in Italia, sotto la guida di Luigi Ferdinando Tagliavini.
Fu titolare, dal 1982, degli storici organi Lorenzo da Prato (1471-1475) e Baldassarre Malamini (1596) della Basilica di San Petronio a Bologna, insieme a Luigi Ferdinando Tagliavini.
Le sue interpretazioni di musica rinascimentale e barocca, in particolar modo italiana, gli valsero consensi della critica specializzata, oltreché svariati riconoscimenti. Tenne concerti in tutto il mondo e, come docente, svolse masterclass nelle più importanti istituzioni organarie (all'Accademia di Musica Italiana per Organo di Pistoia, ai corsi estivi di Haarlem, a Boston, eccetera). Collaborò per anni con altri importanti specialisti del settore, come Frans Brüggen, Bruce Dickey, Sergio Vartolo e con affermati ensemble quali Concerto Palatino o Odhecaton.
Contribuì alla valorizzazione e alla riscoperta di autori poco conosciuti, come per esempio Fiorenzo Maschera e, in veste di musicologo, curò le edizioni di opere di Marco Antonio Cavazzoni, Jacques Buus, Giovanni Pierluigi da Palestrina, Giovanni de Macque ed altri autori.
Fu curatore del Museo di San Colombano, nato a Bologna nel 2010 e composto da una raccolta unica per pregio e numero dei pezzi comprendente clavicordi, arpicordi, organi, clavicembali, spinette, pianoforti, strumenti automatici oltre a strumenti a fiato e popolari risalenti ai secoli tra il XVI e il XIX.
È sepolto alla Certosa di Bologna.

## Discografia
- 1991 - Andrea e Giovanni Gabrieli, Gli organi della Basilica di San Petronio, con Luigi Ferdinando Tagliavini (Tactus)
- 1991 - Maestri Padani e Fiamminghi. Gli organi storici della Basilica di San Petronio I (Tactus)
- 1995 - Musica Nova, Venice 1540 (Tactus)
- 1997 - Giovanni Pierluigi da Palestrina, Giovanni de Macque. Works for organ (Accent)
- 1998 - Girolamo Frescobaldi, Works for Organ (Accent)
- 1998 - Ricercari. The art of the ricercar in 16th century Italy (Accent)
- 1999 - The Hermans organs in Pistoia and Collescipoli (Accent)
- 2000 - Organi antichi dell'Appenino bolognese (Tactus)
- 2003 - Basilicata. A musical journey in the Provinces of Naples (Accent)
- 2004 - Marco Antonio Cavazzoni, The complete Organ Works (Accent)
- 2005 - Girolamo Frescobaldi, Fantasie (1608) Canzoni (1615) (Accent)
- 2006 - Mozart on Italian organs (Accent)
- 2006 - Organi antichi dell'Appenino modenese (Tactus)
- 2008 - Islas Canarias. Historic organs of the Canary Islands (Accent)
- 2008 - Fiorenzo Maschera, Libro primo de canzoni da sonare (Passacaille)
- 2008 - Puccini, the organist (Passacaille)
- 2010 - Girolamo Frescobaldi, Ricercari (1615) (Passacaille)
- 2011 - Il Ballo di Mantova. Organ music in s. Barbara, Mantua (Accent)
- 2012 - Girolamo Frescobaldi, Capricci (1624) (Passacaille)
- 2012 - Giovanni Gabrieli, Canzoni (Passacaille)
- 2013 - Jan Pieterszoon Sweelinck. The complete Keyboard Works. Muziekgroep Nederland & Radio Nederland Wereldomroep 2002.
- 2013 - La Tarantella nel Salento, played on organs and traditional instruments (Accent)
- 2013 - Verdi, the organist (Passacaille)
- 2014 - Vermeer a Bologna. Museo San Colombano. (Passacaille)
- 2017 - Giacomo Puccini. Organ Works. World Premiere Recording (Passacaille)
- 2020 – Giovanni Gabrieli, Dialoghi Musicale for two organs, with Leo van Doeselaar  (Passacaille)

## Pubblicazioni
- Orgellitteratuur bij het Liedboek voor de Kerken, Baarn Bosch & van Keuning, 1983
- Italienische Meister um 1600: 5 Stücke für zwei Orgeln, Doblinger Verlag, 1988
- Musica Nova Ricercari (Venezia 1540), Andromeda editrice, 2001
- Giovanni de Macque Opere per tastiera - Vol. I Capricci-Stravaganze-Canzoni etc., Andromeda editrice, 2002
- Giovanni Pierluigi da Palestrina Ricercari sugli otto toni, Thesaurum absconditum, Andromeda editrice, 2003
- Jacques Buus Intabolatura d'Organo di Ricercari (Venezia 1549), Arnaldo Forni editore, 2004
- Marco Antonio Cavazzoni Recerchari Motetti Canzoni (Venezia 1523), Il Levante Libreria Editrice, 2008

## Premi e riconoscimenti
- 1979 - Premier Prix d'interprétation (Conservatoire d'Orsay, France)
- 1980 - First prize of the National Organ Improvisation (Holland)
- 1981 - Second Prix d'improvisation (Conservatoire d'Orsay, France)
- 1982 - Prix d'excellence (Conservatory of Groningen)
- 1991 - Premio Internazionale Antonio Vivaldi della Fondazione Cini di Venezia (con L.F. Tagliavini)
- 1991, 1997 - Choc de la musique
- 2004 - Miglionico (Basilicata), medaglia d'oro Madonna della Porticella 2003
- 2004, 2006 - Preis der Deutschen Schallplatenkritik
- 2004, 2008, 2010, 2012 Diapason d’or